# Тіруванантапурамська обсерваторія
Тіруванантапурамська астрономічна обсерваторія (англ. Thiruvananthapuram Astronomical Observatory, також Trivandrum Observatory) — обсерваторія в індійському місті Тіруванантапурам, заснована в 1836–1837 роках Сваті Тіруналом Рамою Вармою, раджею Траванкору. 

## Історія

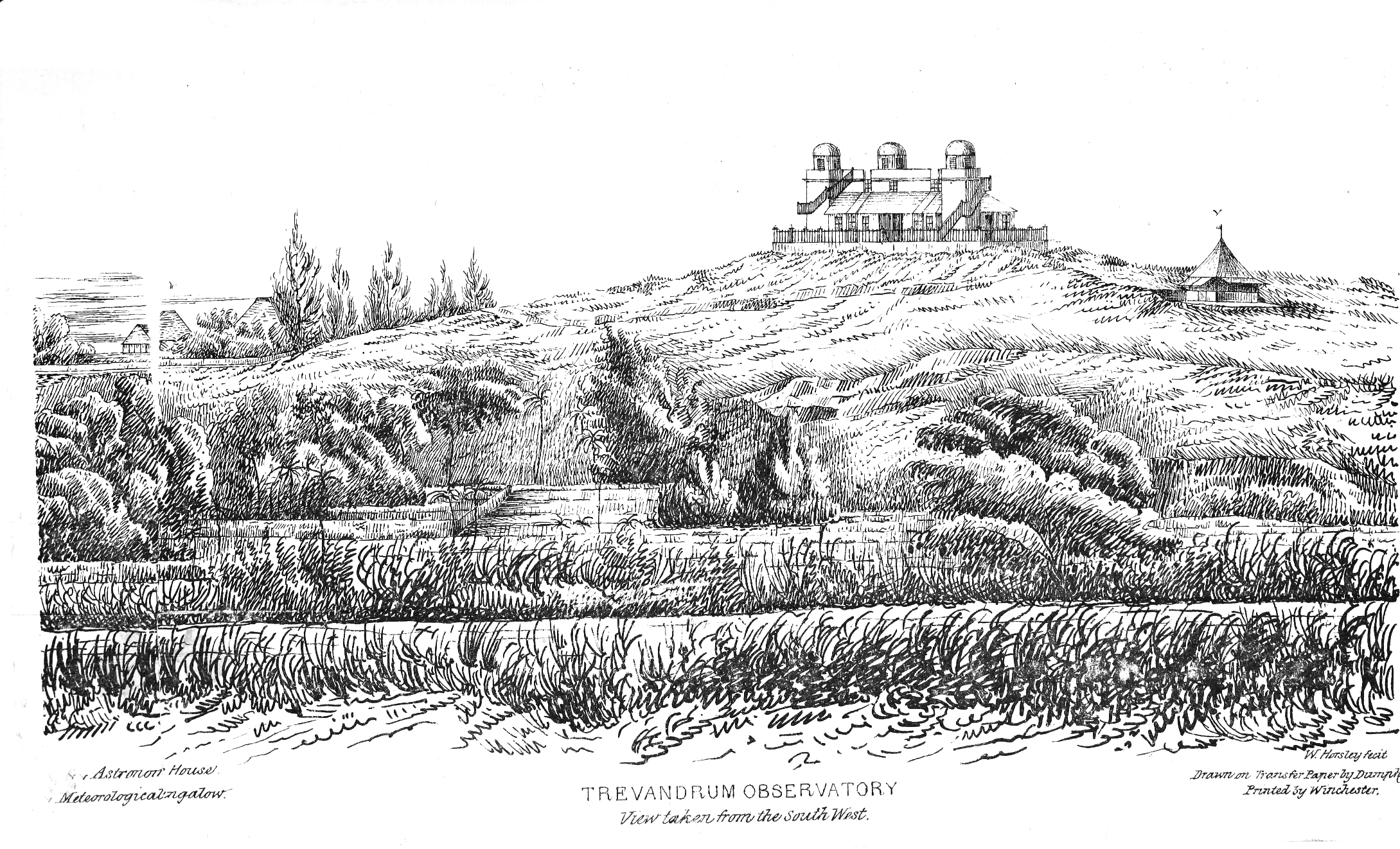
Будівля обсерваторії 1837 року

Двоюрідний брат раджі Сваті Тірунала, Рама Варма Рохані Тірунал, був відомим астрономом і членом Британського та Канадського астрономічних товариств, а також був раджею палацу Мавелікара, гілки королівської родини Траванкор. Раджа написав британському резиденту, полковнику Джеймсу Стюарту Фрейзеру, астроному-любителю, пропонуючи заснувати астрономічну обсерваторію. Це призвело до того, що Джона Калдекотта, який раніше керував невеликою особистою обсерваторією в Алаппужі, призначили королівським астрономом. Обсерваторія була розташована на найвищій точці міста, навпроти палацу. Важливості обсерваторії додавало те, що магнітний екватор у той час проходив через Тіруванантапурам. Обсерваторію спроєктував лейтенант Г. Горслі.
Калдекотт також почав проводити метеорологічні вимірювання з липня 1837 року, а в 1842 році доповнив обсерваторію ще однією будівлею, де розмістив екваторіальне коло Доллона. У 1838 році опублікували «Траванкорський Альманах» (Travancore Almanac). У 1839 році Кальдекотт відправився в Європу, щоб отримати додаткові інструменти, і в цей період обсерваторію очолював Шпершнайдер. Калдекотт помер у 1849 році, і з січня 1852 року обсерваторію очолив Джон Алан Браун. Браун і його помічники, у тому числі Дж. Кочукунджу і Е. Кочіраві Піллаї, а також кілька обчислювачів допомогли опублікувати в 1874 році тіруванантапурамські магнітні спостереження.
У 1960-х роках обсерваторія використовувалася як екваторіальна станція для вивчення космічних променів і їх варіацій Вікрамом Сарабхаї. Спостереження виконували його помічники Абдус Калам (майбутній президент Індії) та К. Нараянан Наїр.